# Protocyon
Protocyon is een geslacht van uitgestorven hondachtigen dat tijdens het Pleistoceen in Zuid-Amerika leefde.

## Vondsten
Het geslacht Protocyon omvat vier soorten:
- P. orocualensis deze soort werd in 2021 beschreven op basis van vondsten in Orocual in Venezuela, daterend uit het Laat-Plioceen tot Vroeg-Pleistoceen.[4]
- P. scagliarum: fossielen van deze soort dateren van 0,78 tot 0,5 miljoen jaar geleden en zijn gevonden in Argentinië.
- P. tarijensis (voorheen Theriodictis tarijensis): deze soort is alleen bekend van vondsten bij Tarija in Bolivia.
- P. troglodytes (inclusief P. orcesi): deze soort was in het Laat-Pleistoceen wijdverspreid over Zuid-Amerika met fossiele vondsten in Venezuela (Mene de Inciarte), Ecuador, Bolivia, Brazilië, Uruguay en Argentinië. De vondst van een schedel in een grottensysteem in Yucatán toont aan dat deze hondachtige tot in noordelijk Midden-Amerika voorkwam. Waarschijnlijk migreerde P. troglodytes noordwaarts toen er tijdens de ijstijden vermoedelijk een corridor van savannes en open bossen bestond over de Panamese landengte[5][6]. De laatst bekende fossiele vondst van P. troglodytes dateert van 17.000 jaar geleden en is gedaan in de Argentijnse provincie Buenos Aires[7].

## Kenmerken
Protocyon was een hypercarnivoor, dat wil zeggen een uitgesproken vleeseter. Deze hondachtige had het formaat van een kleine wolf met een gewicht van twintig tot dertig kilogram. Het was zeer waarschijnlijk een actieve jager en vermoedelijk tevens een aaseter. Mogelijke prooidieren waren herten, kamelen, paarden en pekari's en wellicht ook jongere exemplaren van de Zuid-Amerikaanse megafauna zoals slurfdieren, grondluiaarden en glyptodonten. De lichaamsbouw van Protocyon wijst op een actieve jager, vermoedelijk in groepen zoals de hedendaagse grijze wolf, Afrikaanse wilde hond en dhole. Protocyon leefde in open, droge gebieden.

## Verwantschap
Protocyon behoort binnen de hondachtigen tot de groep van de Zuid-Amerikaanse honden, de Cerdocyonina. Dit is de zustergroep van de Canina, die de wolven, jakhalzen, dhole en Afrikaanse wilde hond omvat. Volgens de huidige inzichten migreerden vier hondachtigen over de landengte van Panama naar Zuid-Amerika tijdens de Great American Biotic Interchange: twee stamvormen van de Zuid-Amerikaanse honden in het Plioceen, en de grijze vos en reuzenwolf in het Laat-Pleistoceen. De gemeenschappelijke voorouder van de Zuid-Amerikaanse honden ontwikkelde zich in Noord-Amerika en de vroege vormen leken sterk op de hedendaagse krabbenetende vos. Rond 4,3 miljoen jaar geleden vond een splitsing plaats tussen de ontwikkelingslijn van de Zuid-Amerikaanse vossen en de clade van de manenwolf en de zustertaxa Protocyon, Speothos en Theriodictis. De verwantschap van Protocyon met de andere Zuid-Amerikaanse honden is in onderstaand cladogram weergegeven:
|  | Chrysocyon                                                                              |
|  |                                                                                         |
|  | \| \| Speothos \| \| \| \| \| \| †Protocyon \| \| \| \| \| \| †Theriodictis \| \| \| \| |
|  |                                                                                         |
|  | Speothos                                                                                |
|  |                                                                                         |
|  | †Protocyon                                                                              |
|  |                                                                                         |
|  | †Theriodictis                                                                           |
|  |                                                                                         |

|  | Speothos      |
|  |               |
|  | †Protocyon    |
|  |               |
|  | †Theriodictis |
|  |               |

|  | \| \| Lycalopex \| \| \| \| \| \| †Dusicyon \| \| \| \| |
|  |                                                         |
|  | Cerdocyon                                               |
|  |                                                         |
|  | Lycalopex                                               |
|  |                                                         |
|  | †Dusicyon                                               |
|  |                                                         |

|  | Lycalopex |
|  |           |
|  | †Dusicyon |
|  |           |

|  | \| \| Lycalopex \| \| \| \| \| \| †Dusicyon \| \| \| \| |
|  |                                                         |
|  | Cerdocyon                                               |
|  |                                                         |
|  | Lycalopex                                               |
|  |                                                         |
|  | †Dusicyon                                               |
|  |                                                         |

|  | Lycalopex |
|  |           |
|  | †Dusicyon |
|  |           |

|  | Chrysocyon                                                                              |
|  |                                                                                         |
|  | \| \| Speothos \| \| \| \| \| \| †Protocyon \| \| \| \| \| \| †Theriodictis \| \| \| \| |
|  |                                                                                         |
|  | Speothos                                                                                |
|  |                                                                                         |
|  | †Protocyon                                                                              |
|  |                                                                                         |
|  | †Theriodictis                                                                           |
|  |                                                                                         |

|  | Speothos      |
|  |               |
|  | †Protocyon    |
|  |               |
|  | †Theriodictis |
|  |               |

|  | \| \| Lycalopex \| \| \| \| \| \| †Dusicyon \| \| \| \| |
|  |                                                         |
|  | Cerdocyon                                               |
|  |                                                         |
|  | Lycalopex                                               |
|  |                                                         |
|  | †Dusicyon                                               |
|  |                                                         |

|  | Lycalopex |
|  |           |
|  | †Dusicyon |
|  |           |

|  | \| \| Lycalopex \| \| \| \| \| \| †Dusicyon \| \| \| \| |
|  |                                                         |
|  | Cerdocyon                                               |
|  |                                                         |
|  | Lycalopex                                               |
|  |                                                         |
|  | †Dusicyon                                               |
|  |                                                         |

|  | Lycalopex |
|  |           |
|  | †Dusicyon |
|  |           |